# Tmarus hirsutus
Tmarus hirsutus là một loài nhện trong họ Thomisidae.
Loài này thuộc chi Tmarus. Tmarus hirsutus được Cândido Firmino de Mello-Leitão miêu tả năm 1929.